# Primeiro Cerco de Badajoz (1811)
O Primeiro Cerco de Badajoz durante a Guerra Peninsular ocorreu entre 26 de Janeiro e 11 de Março de 1811. A fortaleza de Badajoz, com uma guarnição espanhola na qual se contavam alguns elementos portugueses, acabou por se render e foi ocupada pelas tropas francesas que eram comandadas pelo Marechal Soult. Esta operação destinava-se a criar condições para as tropas francesas entrarem em Portugal pelo eixo a Sul do Rio Tejo e apoiarem o exército de Massena durante a Terceira Invasão Francesa.
Para compreender a importância da praça de Badajoz, ver o artigo Cercos de Badajoz na Guerra Peninsular.

## Antecedentes
Massena tinha invadido Portugal no Verão de 1810. No planeamento desta invasão não estava previsto ser prestado apoio ao Exército de Portugal por quaisquer outras tropas francesas na Península Ibérica. Foi só em 29 de Setembro, dois dias depois da Batalha do Buçaco, que Napoleão enviou ordens para que o V CE, sob comando de Mortier, avançasse até à Estremadura espanhola com o objectivo de impedir que o Exército da Estremadura espanhol, sob comando do Marquês de La Romana, enviasse tropas para auxílio de Wellington.
La Romana não manteve o seu exército na Estremadura. Com grande parte das suas tropas, entre 7.000 a 8.000 homens, marchou para Lisboa para se juntar às tropas de Wellington. Deixou para trás, na Estremadura, duas divisões de infantaria (as divisões de Mendizabal e de Ballasteros com cerca de 12.000 baionetas), toda a sua cavalaria (cerca de 2.500 sabres) e mais 6.000 homens a guarnecerem as praças de Badajoz, Olivença e Alburquerque. Além destas tropas, entre Mortier e o Tejo existiam cerca de 8.500 portugueses: uma Brigada de Cavalaria sob o comando de Madden (tinha sido emprestada a La Romana), uma Brigada de Infantaria em Elvas e quatro Regimentos de Milícias que constituíam as guarnições de Elvas, Campo Maior e Juromenha. Isto significava que, se Mortier entrasse em Portugal com os seus 13.000 homens, tal como constava nas novas ordens que entretanto chegaram de Paris, encontraria pela frente 18.000 baionetas, mais de 2.500 sabres e seis fortalezas com 11.000 homens nas suas guarnições, sem contar com as tropas de La Romana que se tinham juntado às de Wellington. O seu corpo de tropas seria certamente destruído. A partir de Dezembro encontraria também as forças destacadas por Wellington, primeiro sob comando do General Rowland Hill, depois sob comando de Beresford, cerca de 16.000 homens.
Perante a inutilidade de enviar uma força para se internar em território português, Soult apresentou uma proposta diferente: capturar Badajoz, conquistar toda a Estremadura espanhola e destruir o exército daquela província. Esta acção levaria La Romana a sair da península de Lisboa, onde se encontrava ao abrigo das Linhas de Torres Vedras, para se dirigir para a Estremadura. Além disso, seria muito provável que Wellington destacasse tropas em seu apoio. Massena ficava, desta forma, frente a uma força mais pequena pelo que teria melhores condições para retomar a ofensiva. Antes de ter qualquer confirmação da parte do Imperador, Soult pôs em marcha o seu plano (Os movimentos de todas as tropas francesas continuavam a ser conduzidos a partir de Paris. Não foi criado um comando independente para as forças francesas na Península Ibérica. As ordens dadas, baseadas em acontecimentos ocorridos três ou mais semanas atrás, chegavam ao destinatário com igual atraso).

## A organização das forças francesas
O objectivo de Soult situa-se na Estremadura espanhola. Esta é uma região predominantemente plana, adequada ao emprego da cavalaria, e onde foram construídas numerosas praças-fortes. Por esta razão, Soult planeou organizar uma força com um efectivo de cavalaria superior ao normal e com um pesado trem de cerco. As tropas do Exército do Sul estavam dispersas por Sevilha, Granada, Málaga, Condado de Niebla, vários outros pontos do Sul de Espanha e estavam especialmente empenhadas no Cerco de Cádis. A organização do corpo de tropas para a captura de Badajoz veio enfraquecer aquelas posições. O arsenal existente em Sevilha tinha sido enviado para o cerco de Cádis pelo que foi necessário retirar dessa operação parte das bocas de fogo e equipamentos necessários à organização do trem de cerco. Foi também necessário fabricar as munições necessárias para o cerco. Por estas razões, só no final de Dezembro foi possível iniciar a marcha para Badajoz.

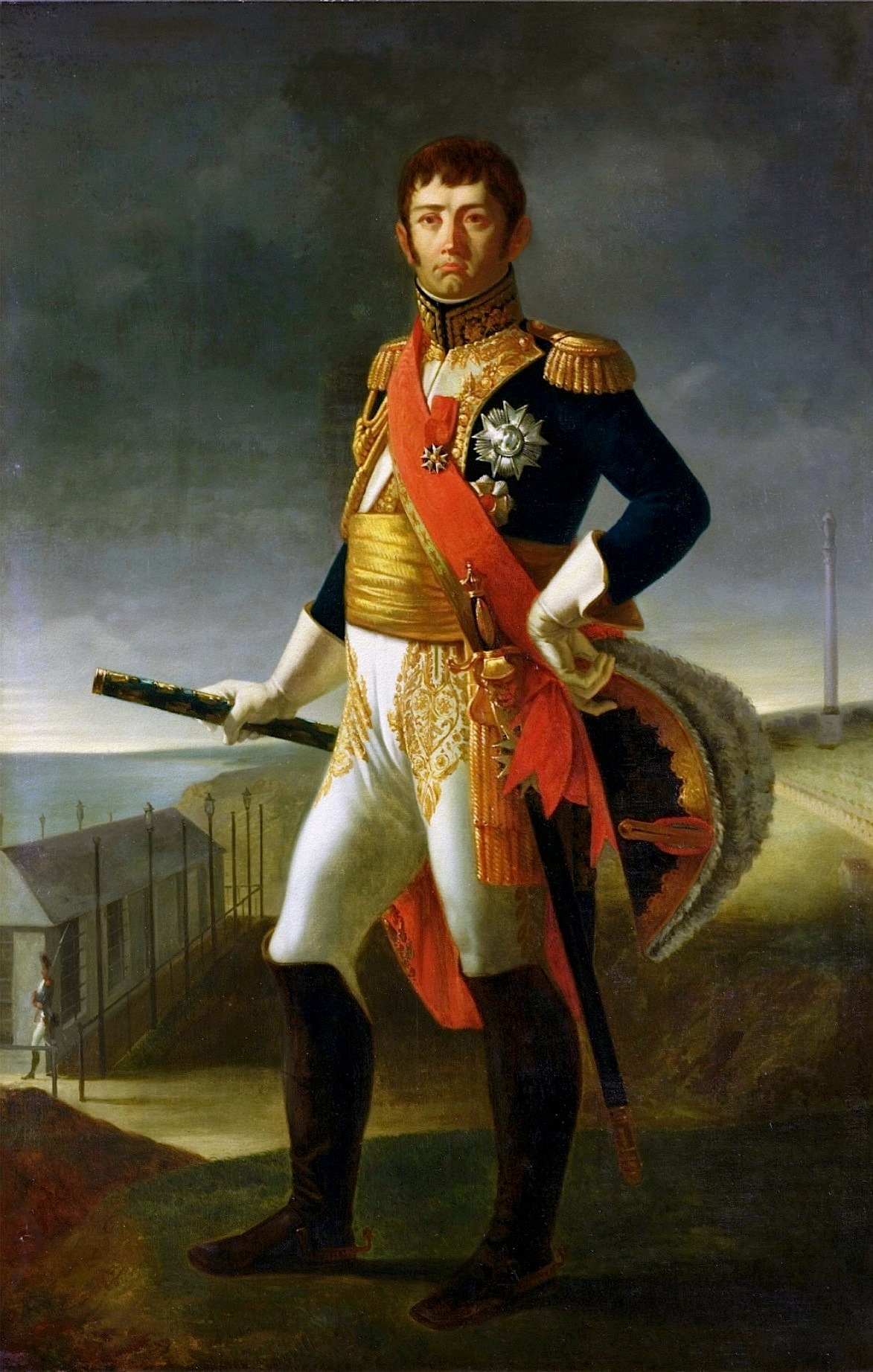
Marechal Jean-de-Dieu Soult, comandante do Exército do Sul.

O corpo de tropas que Soult tinha organizado tinha então a seguinte composição:
- V CE sob comando do Marechal Mortier.

1ª Divisão de Infantaria, sob comando de Girard; era formada por doze batalhões dos seguintes Regimentos de Infantaria de Linha (três batalhões de cada regimento): 34º, 40º, 64º e 88º; somava 5.835 homens (incluindo oficiais);
2ª Divisão de Infantaria, sob o comando de Gazan; era formada por seis batalhões dos 21º e 28º Regimentos de Infantaria Ligeira (três de cada) e seis batalhões dos 100º e 103º Regimentos de Infantaria de Linha (três de cada); somava 5.775 homens (incluindo oficiais);
Corpo de Cavalaria, sob comando de Briche; era formado pelo 21º Regimento de Caçadores e pelo 10º Regimento de Hussardos; somava 971 homens.
- Tropas do I CE

63º Regimento de Infantaria de Linha (três batalhões) com um total de 1.450 homens;
4º, 14º e 26º Regimentos de Dragões com um total de 1.332 homens;
2º Regimento de Hussardos, com 405 homens;
- Tropas do IV CE

27º Regimento de Chasseurs à Cheval com 990 homens;
- Artilharia (54 peças[11]) e Trens com 1.261 homens;
- Engenheiros e Sapadores (sete companhias), 698 homens;
- 4º Regimento Espanhol de Chasseurs à Cheval com 246 homens;
- Gendarmerie com 25 homens;
- Estado-maior-general com 25 homens.

Com o trem seguiam 34 peças de artilharia e 60 toneladas de pólvora, puxadas por 2.500 bois requisitados na região de Sevilha com os respectivos guias.

## A praça de Badajoz
A cidade de Badajoz cresceu à volta do castelo medieval. No século XVII, quando se dão as Guerras da Restauração da Independência de Portugal, foi construído um conjunto de muralhas adequado aos conceitos defensivos da época e que englobava todo o tecido urbano.
A fortificação da cidade era constituída por oito baluartes, com cerca de 9 metros de altura, ligados através de muralhas muito fortes, com uma altura entre 7 e 8 metros, que se uniam no antigo castelo. Este situava-se na parte Nordeste das muralhas, sobre uma colina íngreme que atingia cerca de 30 metros acima do nível das águas do Rio Guadiana.
O Rio Guadiana passava a norte da cidade. Na margem norte do Guadiana, o forte de San Cristobal dominava as zonas altas daquele lado do rio. Uma ponte antiga, a Ponte de Palmas, construída em 1460, com 30 arcos e 585 metros de comprimento, ligava as duas margens e, na margem norte, era defendida por uma fortificação que aparece designada, quer em língua francesa, quer em língua inglesa, por Tete Du Pont. Da praça saía-se para a ponte pela Porta de Palmas.
Existiam algumas obras exteriores que permitiam exercer controlo sobre as vias de aproximação da cidade: as obras conhecidas por Lunette San Roque e o forte Picurina, do lado Sudeste, e o forte Pardaleras do lado Sudoeste.
A ribeira de Rivillas corre paralela às muralhas viradas a Este e tinha sido construída uma represa para permitir inundar os terrenos mais baixos, entre o forte Picurina e a Lunette San Roque, o que limitava os movimentos na área.

## A guarnição de Badajoz
O governador da praça de Badajoz, o comandante militar era o General Rafael Menacho y Tutlló que veio a morrer durante o cerco, no dia 4 de Março de 1811. Sucedeu-lhe José Imaz.
O efectivo da guarnição de Badajoz variou ao longo do cerco porque foi possível, no decorrer de uma tentativa de socorro, introduzir mais tropas na praça. A guarnição original tinha um efectivo de 4.340 homens, nos quais se contavam 190 oficiais, e era a seguinte:
- 2º Regimento de Infantaria de Maiorca (dois batalhões) com 509 homens;
- 1º Regimento de Infantaria de Badajoz (um batalhão) com 396 homens;
- Provincial de Truxillo (um batalhão) com 721 homens;
- Provincial de Plasencia (um batalhão) com 707 homens;
- Cavalaria desmontada e organizada em batalhões, 810 homens;
- Artilharia e tropas de vários corpos destacadas para esta arma, 1.024 homens;
- Sapadores, 173 homens.

## Outras forças espanholas e portuguesas na região
Nas operações destinadas a capturar e defender Badajoz houve outros intervenientes para além da guarnição permanente da praça e da força francesa invasora. O comandante do Exército da Estremadura (espanhol), Marquês de La Romana, tinha retirado parte das suas forças para a península de Lisboa mas deixou atrás de si, além das guarnições de algumas praças:
- Divisão de Infantaria sob comando do General Ballasteros com 5.000 homens;
- Divisão de Infantaria sob comando do General Mendizabal com 6.000 homens;
- Brigada de Infantaria de Carlos de España, perto de Abrantes, com 1.500 homens;
- Cavalaria do Exército da Estremadura com 2.600 homens;

A Brigada de Cavalaria portuguesa sob o comando de Madden, com 950 homens, actuava juntamente com as forças espanholas.
A Divisão do General Mendizabal, perante o avanço de uma das colunas de Soult, retirou para Badajoz.

## As operações
As operações realizadas para a captura de Badajoz tiveram início no dia 31 de Dezembro de 1810, quando Soult conseguiu ter reunidas todas as tropas, armas e equipamentos que entendeu serem necessários. Até ao dia 26 de Janeiro as tropas francesas deslocaram-se para Badajoz e o cerco prolongou-se até 11 de Março, data em que ocuparam a cidade. Durante o cerco houve uma tentativa gorada das tropas espanholas para socorrer a praça.

### A marcha para Badajoz

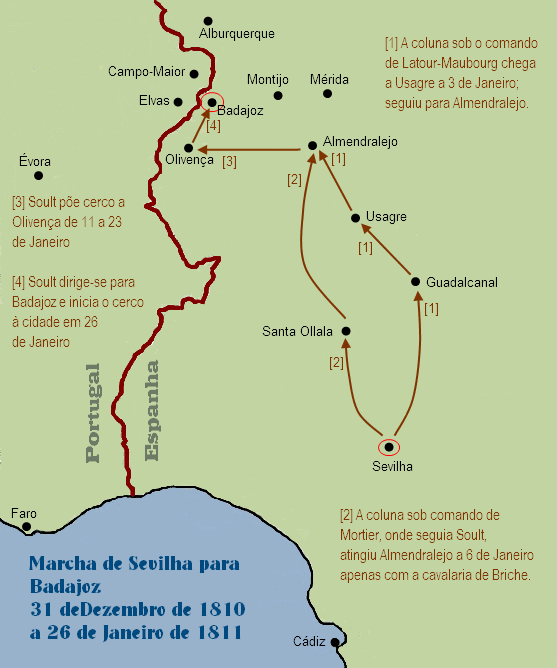
Itinerário seguido pelas colunas do corpo de tropas de Soult, entre Sevilha e Badajoz.

As tropas de Soult foram distribuídas por duas colunas de força idêntica. Estas colunas utilizaram as duas principais vias entre a Andaluzia e o vale do Guadiana:
- A coluna da direita, sob o comando de Latour-Maubourg, seguiu por Guadalcanal, Llerena e Usagre. Era constituída pelos Regimentos de Dragões do I CE e pela Divisão de Infantaria de Girard, do V CE.
- A coluna da esquerda, sob comando de Mortier e com a qual viajava Soult, seguiu por Ronquillo, Santa Olalla e Monasterio. Era constituída pela cavalaria ligeira de Briche e a Divisão de Infantaria de Gazan, do V CE. Esta coluna escoltava o trem de cerco o que tornava mais lenta a sua progressão. Utilizava uma estrada melhor do que a da outra coluna mas mais longa.

Estava planeado que as duas colunas se juntariam em Los Santos ou Almendralejo, na planície da Estremadura, e daí colocariam imediatamente cerco a Badajoz. A coluna de Latour-Maubourg não encontrou resistência nas etapas iniciais mas, ao chegar a Usagre, no dia 3 de Janeiro, deparou com a cavalaria espanhola e portuguesa, de Butron e Madden, respectivamente, cerca de 2.500 sabres. Tratava-se de uma força que tinha a missão de proteger a retirada da Divisão de Mendizabal que se dirigiu para Badajoz. Latour-Maubourg não atravessou o rio Guadiana e parou perto de Almendralejo para esperar pela outra coluna.
Entretanto, Soult teve conhecimento de que uma coluna de tropas espanholas se encontrava a poucos quilómetros a Oeste de Monasterio. Tratava-se da Divisão de Ballasteros que se dirigia para Sul a fim de se juntar a outras tropas espanholas para ameaçarem Sevilha. Esta força constituía uma ameaça no flanco das tropas de Soult, pelo que este ordenou o ataque imediato à Divisão de Ballasteros. No entanto, após um combate de duas horas, conseguiu retirar sem grandes perdas. Por continuar a constituir uma ameaça, a infantaria de Gazan continuou a perseguir as tropas espanholas. Fê-lo durante três semanas, movendo-se mais para Sudoeste, para a região do baixo Guadiana. No dia 24 de Janeiro deu-se outro combate importante mas Ballasteros continuou a retirada para a margem ocidental do rio, já território português. Gazan resolveu terminar a perseguição e juntar-se às restantes tropas francesas. Encontrava-se a cerca de 150 km de Soult.
No dia 6 de Janeiro, Soult juntou-se a Latour-Maubourg com o corpo de cavalaria de Briche. O trem de cerco ainda se encontrava muito longe pois as chuvas intensas dificultavam a viagem. Muitos bois morreram, os guias desertavam em grupo e perderam-se muitos carros. Gazan ainda se encontrava mais longe a perseguir a Divisão de Ballasteros. Soult tinha então, à sua disposição, uma força de cavalaria com 4.000 sabres mas apenas 6.000 baionetas (a Divisão de Girard). Com esta força apenas, não podia cercar uma praça com a dimensão de Badajoz. Dirigiu-se então para Olivença.
Olivença era a fortaleza mais a Sul das que se situavam junto à fronteira. Era uma praça antiga e fraca. Os estragos causados em campanhas anteriores à Guerra Peninsular não tinham sido devidamente reparados. Soult atacou Olivença com a infantaria de Girard e um regimento de cavalaria. Para protecção desta operação, a Brigada de Cavalaria de Briche ocupou Mérida, onde souberam que Mendizabal tinha retirado para Alburquerque, 30 km a Norte de Badajoz, e Latour-Maubourg com quatro regimentos de dragões ocupou posições na região de Albuera para vigiar a guarnição de Badajoz que poderia, eventualmente, desencadear alguma acção de apoio a Olivença.
A praça de Olivença resistiu entre os dias 11 e 23 de Janeiro de 1811. A sua rendição colocou a Soult um novo problema: embora o seu trem de cerco já tivesse começado a aproximar-se, a Divisão de Gazan ainda estava em local que desconhecia, precisava de enviar dois batalhões para escoltar 4.000 prisioneiros para Sevilha e deixar uma guarnição em Olivença. Tendo recebido ordens do Marechal Berthier, o Chefe do Estado-Maior de Napoleão, para enviar com urgência o V CE para se juntar às tropas de Massena e não tendo ainda conhecimento da situação de Gazan, decidiu pôr ceco a Badajoz, imediatamente, apenas com as forças disponíveis.

### O cerco de Badajoz
Com as forças disponíveis, Soult precisava seleccionar com cuidado o ponto onde devia investir a praça. Os seus engenheiros aconselharam-no a marcar como objectivo do ataque o lado Sul de Badajoz. Para isso, a primeira acção seria a captura da fortificação de Pardaleras enquanto Latour-Maubourg, com seis regimentos de cavalaria, atravessaria o Guadiana com o objectivo de bloquear o acesso à praça por Norte. A captura de Pardaleras iria proporcionar aos franceses um ponto de partida vantajoso para a abertura de uma brecha na muralha principal. Os acampamentos da Divisão de Girard foram colocados nas regiões do Cerro de San Miguel, à esquerda, e Cerro del Viento, à direita.

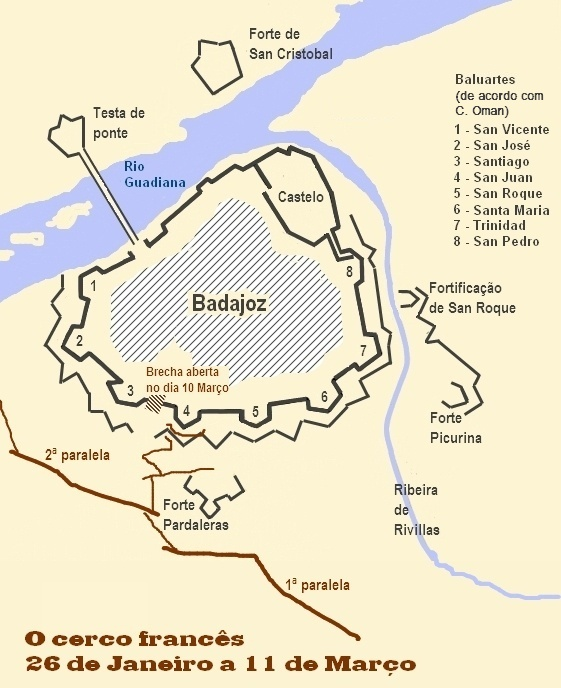
A praça de Badajoz. Encontram-se assinaladas as paralelas e a brecha aberta pela artilharia francesa.

Na noite de 28 para 29 de Janeiro começaram a abrir trincheiras. Era necessário criar uma paralela que formaria uma linha de cerco e onde a artilharia seria instalada para bater as muralhas da fortificação a capturar. Opondo-se a este trabalho das forças sitiantes, a guarnição da praça sitiada podia fazer sair forças, em acções de surpresa destinadas a destruir aquele trabalho. Foi o que aconteceu na noite de 30 para 31 de Janeiro, quando uma força de cerca de 800 homens saiu da praça e dirigiu um ataque vigoroso contra os trabalhos de cerco. Chegaram a ocupar a primeira paralela e uma força de cavalaria que participou nesta operação conseguiu atingir Cerro del Viento ferindo vários franceses. No total, os franceses sofreram com esta acção cerca de 70 mortos e feridos e a força saída de Badajoz teve baixas muito mais numerosas, especialmente durante a retirada para dentro das muralhas.
Os trabalhos de cerco não sofreram grande prejuízo com a acção dos sitiados e, no dia seguinte, já foram instaladas as primeiras peças de artilharia. Mais grave foram as chuvas intensas que caíram nos primeiros três dias de Fevereiro e que impediram a continuação dos trabalhos. As trincheiras ficaram completamente inundadas e a ponte flutuante pela qual Soult comunicava com Latour-Maubourg foi arrastada pelas águas do rio.
Gazan juntou-se às restantes tropas, no cerco de Badajoz, no dia 3 de Fevereiro. Nessa mesma tarde, o governador da praça de Badajoz ordenou uma saída com 1.500 homens pela porta do lado do rio (Puerta de Las Palmas) e atacou a primeira paralela. A resposta das forças de Gazan, recém chegadas, obrigou-os a retirar com algumas baixas, não sem terem provocado 188 mortos e feridos entre as tropas francesas e alguns danos nos trabalhos de cerco. Apesar disso, no dia seguinte (4 de Fevereiro) Soult ordenou o início do bombardeamento da cidade. De noite, parte da população escapou da praça e seguiu pelo Guadiana em direcção a Elvas. Desta forma, a guarnição dispunha de provisões que lhe permitiriam resistir muito mais tempo.
No dia 5 de Fevereiro apareceu um exército espanhol de socorro a Badajoz. Tratava-se do Exército da Estremadura que, após a morte súbita de La Romana, tinha ficado, interinamente, sob o comando de Mendizabal. Tratava-se de uma força com cerca de 18.000 homens na qual estava integrada a cavalaria portuguesa sob comando de Madden. Perante essa força, Latour-Maubourg retirou para Montijo. O Exército da Estremadura ocupou a linha de alturas de San Cristobal e o vale do Caya. O plano de Mendizabal era fazer entrar uma grande parte da sua infantaria em Badajoz (pela ponte que ligava a praça à margem Norte do Guadiana) e organizar, a partir da praça, uma saída contra as linhas francesas.
Esta operação foi desencadeada no dia 7 de Fevereiro às 15H00. Enquanto os dragões de Madden, apoiados por uma pequena força de infantaria, ameaçavam a esquerda das linhas francesas, sem no entanto se empenharem em combate, uma força de dimensão considerável, composta pela Divisão de Carlos de España reforçada com vários batalhões de infantaria, cerca de 5.000 homens, saíu pelo portão de Trinidad e executou um ataque vigoroso sobre a direita de Soult. Conseguiram fazer recuar a guarnição das trincheiras e envolveram-se num combate feroz com a Brigada de Phillipon (da Divisão de Girard). Mortier, que se encontrava no outro flanco, verificando que o movimento à sua frente era apenas uma demonstração, enviou vários batalhões para socorrer a ala direita. Estes atacaram o flanco espanhol ameaçando cortar a sua retirada para a fortaleza. Carlos de España ordenou a retirada. Nesta acção as tropas espanholas sofreram cerca de 650 baixas e os franceses 400.
No dia seguinte, Mendizabal retirou de Badajoz onde deixou uma parte das suas forças. A guarnição da praça era agora de aproximadamente 7.000 homens. O exército de Mendizabal retirou atravessando o rio e acampou a Norte, na contra-encosta da linha da cordilheira de San Cristobal. Ali permaneceram alguns dias até que os franceses desencadearam um ataque que causou o fim do Exército da Estremadura. Na fuga após a batalha, cerca de 2.500 homens de infantaria conseguiram entrar em Badajoz. No dia 19 de Fevereiro, a Batalha de Gebora pôs fim à possibilidade de socorrer a praça de Badajoz com forças espanholas. Wellington tinha Massena à sua frente e, por isso, daí não se podia esperar qualquer apoio.
Soult podia agora cercar Badajoz de ambos os lados do rio. Na margem Norte deixou três batalhões de infantaria, três regimentos de cavalaria e uma bateria de artilharia com a missão de atacarem o Forte de San Cristobal. As restantes forças retornaram às linhas de cerco no lado Sul de Badajoz. Soult tinha previsto que a guarnição de Badajoz iria aguentar o cerco por mais três semanas. Além disso, a artilharia da praça dificultava muito o andamento dos trabalhos. No entanto, o governador da praça, o General Rafael Menacho y Tutlló, foi mortalmente ferido no dia 4 de Março. O seu sucessor, José Imaz não tinha a mesma energia e a defesa tornou-se muito mais passiva.
Na manhã do dia 10 de Março foi aberta uma brecha com 20 metros de largura perto do baluarte de Santiago. Ao mesmo tempo, o fosso ia sendo tapado com os escombros. Os engenheiros comunicaram a Soult que estavam criadas as condições para realizar o assalto da praça embora fosse desejável mais um dia de bombardemaneto pois as peças de artilharia nos outros baluartes continuavam a fazer fogo sobre os franceses. Soult, no entanto, desejava resolver rapidamente a questão de Badajoz por causa das notícias que tinha recebido:
- Massena tinha iniciado a retirada o que libertaria Wellington; este poderia enviar tropas para apoiar Badajoz;
- O Marechal Victor relatou que uma força expedicionária dos Aliados tinha desembarcado em Algeciras e Tarifa e estava a deslocar-se para Cádis a fim de atacar as linhas de cerco;
- De Sevilha soube que a Divisão de Ballasteros tinha entrado novamente em Espanha e dirigia-se para aquela cidade.

Por estas razões, Soult ordenou a Mortier para aprontar as tropas para o assalto durante a tarde. Antes porém foi enviada uma mensagem ao governador da praça a propor a rendição. José Imaz reuniu um conselho de guerra no qual se registarm 13 votos a favor da rendição e 4 a favor da continuação da resistência. Entre estes estava o voto de João de Melo, o comandante da companhia que Beresford tinha enviado para Badajoz no ano anterior. Esta rendição foi muito criticada porque Badajoz recebeu notícias de Elvas – as praças comunicavam entre si com semáforos – segundo as quais Beresford tinha recebido ordens, a 8 de Março, para marchar em apoio de Badajoz com duas divisões de infantaria.
Imaz apresentou a sua rendição às 15H00 do dia 10 de Março. O forte de San Cristobal e o forte da ponte foram ocupados pelos franceses ao anoitecer. A guarnição de Badajoz, constituída por 7.880 homens, saiu pela porta Trinidad e entregou as suas armas no dia seguinte. Na praça, deixava 1.100 feridos e doentes. Os franceses encontraram em Badajoz rações suficientes para alimentar 8.000 homens durante um mês, mais de 150 peças de artilharia em bom estado, 40 toneladas de pólvora, 300.000 cartuchos para mosquete e dois equipamentos de pontes.
Os franceses sofreram no conjunto destas operações, incluindo a Batalha de Gebora, 1.900 baixas. A guarnição espanhola, incluindo as forças do General Mendizabal, teve 1.851 mortos e feridos e 7.880 prisioneiros.

## Consequências
Três dias depois da rendição da praça de Badajoz, Soult voltava a toda a pressa para a Andaluzia pois as notícias que já tinha recebido mostravam o perigo em que se encontrava a posição dos franceses naquela região de Espanha. Deixou em Badajoz uma guarnição formada por 16 batalhões de infantaria e 5 regimentos de cavalaria sob o comando do Marechal Mortier.
Wellington tinha enviado Beresford com uma força formada por cerca de 10.500 britânicos e 10.200 portugueses, que pôs cerco a Badajoz a partir de 22 de Abril de 1811.
. Sobre os restantes cercos ver o artigo Cercos de Badajoz na Guerra Peninsular.